# Veijo Tuoriniemi
Veijo Tuoriniemi (ur. 7 kwietnia 1958 w Lahti, zm. 8 stycznia 2018) – fiński żużlowiec.

## Życiorys
Trzykrotny brązowy medalista indywidualnych mistrzostw Finlandii (1979, 1980, 1981). Dwukrotny złoty medalista mistrzostw Finlandii w parach (1981, 1983). Czterokrotny złoty medalista indywidualnych mistrzostw Finlandii na długim torze (1982, 1983, 1984, 1985).
Reprezentant Finlandii w eliminacjach drużynowych mistrzostw świata (1980, 1981, 1982) oraz indywidualnych mistrzostw świata (1980 – XIII miejsce w finale skandynawskim w Skien).
Startował w lidze brytyjskiej, w barwach klubów z Eastbourne (1979–1980) oraz Swindon (1981).